# 莱萨韦勒
莱萨韦勒（法語：Les Ayvelles，法語發音：[le.z‿ɛvɛl]）是法国上法蘭西大區阿登省的一个市镇，属于沙勒维尔-梅济耶尔区。

## 地理
莱萨韦勒（49°43'17"N, 4°45'25"E）面积5.45 平方千米，位于法国大東部大區阿登省，该省份为法国北部内陆省份，西接埃纳省，南至马恩省，东临默兹省，北与比利时接壤。
与莱萨韦勒接壤的市镇（或旧市镇、城区）包括：沙朗德里-埃莱尔、拉弗朗什维尔、吕姆、圣马索、维莱-瑟默斯。

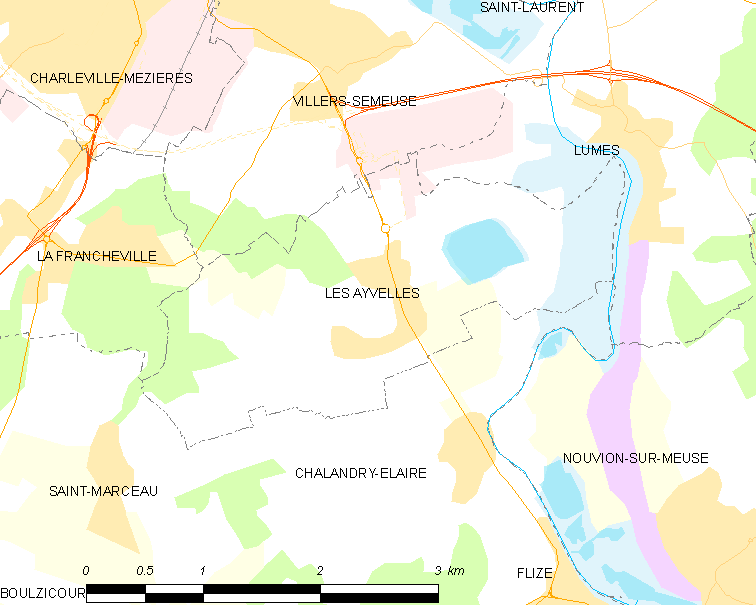
莱萨韦勒的OSM定位图

莱萨韦勒的时区为UTC+01:00、UTC+02:00（夏令时）。

## 行政
莱萨韦勒的邮政编码为08000，INSEE市镇编码为08040。

## 政治
莱萨韦勒所属的省级选区为默兹河畔努维永县。

## 人口

1962-2008年间莱萨韦勒人口变化图示

莱萨韦勒于2022年1月1日时的人口数量为859人。